# 特雷維索
特雷維索是位於義大利北部威尼托大區特雷維索省的一個城市。特雷維索省的首府所在地。有人口81,627人（2007年）。特雷維索是義大利知名服裝公司班尼頓的總部所在地。

## 歷史
在古羅馬時代特雷維索已獲得自治市的地位。在古羅馬帝國崩亡後，全市一落千丈，人口外逃，並落入匈人阿提拉之統治下。至十世紀，特雷維索加入倫巴底同盟，並於1183年獲得獨立。
文藝復興以後，特雷維索為威尼斯共和國一部分。1797年被落入法國之手，由愛德華·莫蒂埃管治，並被獲封為該地公爵。至十九世紀初，又轉讓給奧匈帝國。至1866年，特雷維索被併入意大利王國一部分。

## 地理
特雷維索位處皮亞韋河的下游平原西南，全市海拔大約15米高，屬平原地帶。

## 經濟
屬工業城市，多個主要的企業都於此設立總部，如休閒服飾品牌班尼頓、運動品牌樂途、家電品牌迪朗奇、自行車品牌皮纳雷洛等等。

## 友好城市
- 法國 奥尔良

## 外部連結
- Bookmarca Portal carried out by the Public Library of Treviso on websites relating with Treviso and the territory of the province of Treviso
- Official site （页面存档备份，存于）
- Free photos of Treviso
- 1911 Encyclopædia Britannica entry
- Map of Treviso （页面存档备份，存于）
- Interactive Google Map of Treviso with more than 70 photos. （页面存档备份，存于）